# خورال کبیر مغولستان
خورال کبیر مغولستان (به مغولی: Монгол Улсын Их Хурал) پارلمان و نهاد قانونگذار مغولستان است که دارای نظام تک‌مجلسی می‌باشد و در کاخ دولت واقع شده‌است.

## تاریخچه
توگس اوچیرین نامنانسورن در فوریه ۱۹۱۴ رئیس خورال کبیر مغولستان شد و تا زمان مرگش در آوریل ۱۹۱۹ عهده‌دار این سمت بود.

### اوایل
اولین مجلس در نوامبر ۱۹۲۴ جلسه برگزار کرد. همچنین این نهاد مجلس قانونگذاری جمهوری خلق مغولستان بود. مجلس بعدها بسیاری از اختیارات خود را به کمیتۀ اجرایی به نام اولسین باگا خورال (خورال صغیر) واگذار کرد. همچنین خورال کبیر بین نوامبر ۱۹۲۴ و فوریه ۱۹۴۹ نه جلسه برگزار کرده‌است. این نهاد قانونگذار پس از اصلاحات انتخاباتی در سال ۱۹۵۱، شروع به برگزاری دوبارۀ جلسات کرد. اولین دورۀ در ژوئیه ۱۹۵۱ و سومین در ژوئیه ۱۹۵۷ برگزار شد.

### کنون
خورال کبیر مغولستان دارای ۸ کمیتۀ دائمی و ۱۰ کمیتۀ فرعی بود. برای اولین بار حزب دموکرات با ۳۴ کرسی، حزب خلق مغولستان ۲۶، ائتلاف عدالت از حزب انقلابی خلق مغولستان و حزب ملی دموکراتیک مغولستان ۱۱، حزب اراده مدنی-سبز ۲ و ۳ حزب مستقل دیگر موفق به دریافت کرسی در مجلس شده‌بودند. همچنین  انتخابات قانونگذاری بر اساس قانون جدید بر اساس نظام انتخاباتی مختلط برگزار شد. ۴۸ کرسی مستقیماً از ۲۶ حوزۀ انتخابیه انتخاب شدند و ۲۸ کرسی بر اساس تعداد آرایی که احزاب سیاسی به‌دست آوردند به تناسب تخصیص یافتند. رئیس منتخب زنداخوگین انخبول و رئیس دبیرخانه بیامبادورج بولباتور بود. گفتنی است برای اولین بار در مغولستان، از ماشین‌های الکترونیکی رأی‌گیری برای ثبت نام، شمارش آرا و نظارت استفاده‌شد.
در حال حاضر حزب خلق مغولستان ۶۵ کرسی، حزب دموکرات ۹ کرسی، حزب انقلابی خلق مغولستان ۱ کرسی در خورال کبیر مغولستان دارند. حزب خلق مغولستان با داشتن ۶۵ کرسی، پارلمان را در دست دارد.

## ساختار
خورال کبیر مغولستان تک‌مجلسی است و از ۷۶ عضو تشکیل شده‌است. همچنین مجلس با وکالت کمتر از ۵۷ نفر از مجموع اعضای مجلس، دارای اختیارات آن است. تمامی اعضای مجلس باید فرستادۀ مردم باشند و منافع همۀ شهروندان و مردم را نمایندگی و از آن‌ها حمایت کند.

### رئیس
اعضای مجلس رئیس مجلس را از میان خود و با رأی‌گیری برای مدت ۴ سال انتخاب می‌کنند. همچنین ممکن می‌باشد قبل از پایان دورۀ ۴ سالۀ خود به‌دلایلی که در قانون تعیین شده از سمت برکنار شوند. آن‌ها با عضویت در مجلس، عضو شورای امنیت ملی می‌شوند. رئیس مجلس دارای مسئولیت‌های زیر است:
1. حصول اطمینان از انطباق قانون اساسی و سایر قوانین در کلیۀ فعالیت‌های مجلس
2. اعلان جلسات منظم، فوق‌العاده، افتخاری و تضمين مقدمات
3. تعیین دستور جلسۀ علنی با توجه به اولویت‌بندی پیشنهادهای مطروحه از سوی مجامع و کمیته‌های دائمی
4. ارتباط با رئیس‌جمهور و کابینه از طرف مجلس
5. ترتیب وظایف نظارتی مجلس بر روی کابینه
6. هماهنگی فعالیت‌های سازمان‌های زیرمجموعۀ مجلس و ترتیب نظارت بر آن سازمان‌ها
7. نمایندۀ مجلس در عرصۀ داخلی و خارجی
8. اجازه به دستورها در مورد مسائل مجاز در چارچوب امتیازاتی که رئیس مجلس از آن برخوردار است

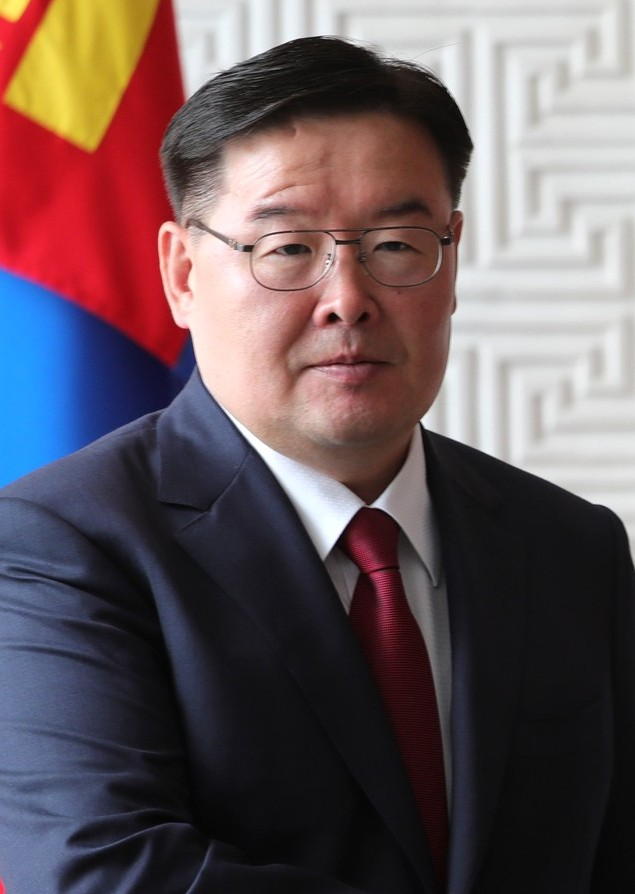
گمبوجاوین زندانشاتر، رئیس کنونی خورال کبیر مغولستان

### نایب‌رئیس
نایب‌رئیس مجلس توسط هر انجمنی که با نتیجۀ انتخابات تشکیل می‌شود، انتخاب می‌شود.
شورای ریاست متشکل از نایب‌رئیس مجلس، رؤسای مجامع، رهبران احزاب پارلمانی و رؤسای کمیته‌های دائمی و موقت است. شورای ریاست وظایف زیر را بر عهده دارد:
1. انسجام و هماهنگی فعالیت‌های گروه‌ها و کمیتۀ دائمی برای وظایف نظارتی مجلس
2. تعریف جلسۀ عادی یا فوق‌العاده در دستور کار
3. تصویب برنامۀ هفتگی و دستور کار جلسات
4. ارائه طرح در مورد پیشنهاد بودجه مجلس
5. ارائه سایر مسائل مربوط به امور داخلی مجلس

## انتخابات
انتخابات مجلس هر ۴ سال یکبار برای همۀ اعضای خورال برگزار می‌شود. در این انتخابات از همۀ ۲۶ حوزۀ انتخابیه چند نفر نامزد می‌شوند. هر شخصی که بخواهد رأی دهد باسیتی ۱۸ سال داشته و تبعۀ مغولستان باشد.
شرایط برگزاری انتخابات زود هنگام:
1. رأی به انحلال شورا توسط دو سوم اعضا
2. انحلال شورا توسط رئیس‌جمهور
3. استعفای رئیس‌جمهور یا نیمی از اعضای کابیه